# Mara Marchizotti
Mara Lis Marchizotti (Buenos Aires, 16 giugno 1994) è una cestista argentina.

## Carriera
Con l'Argentina ha disputato i Campionati mondiali del 2018 e due edizioni dei Campionati americani (2017, 2019).